# Dina Beltrán
Edelina Adriana Beltrán Ramos, más conocida por su pseudónimo de Dina Bellrham (Milagro, 6 de julio de 1984-Guayaquil, 27 de octubre de 2011), fue una poetisa ecuatoriana.

## Trayectoria
Reconocida por haber recibido la Primera Mención en el I Concurso de Poesía Ileana Espinel Cedeño, en el año 2008, por la Casa de la Cultura Ecuatoriana, Núcleo del Guayas.
Edelina Beltrán Ramos escogió su pseudónimo Dina Bellrham que equivale a una ruptura de su nombre real.
Cursó el quinto año de Medicina en la Universidad de Guayaquil y formó parte del grupo poético Buseta de Papel.
Se destacó por participar activamente en pro de la difusión de la literatura a nivel juvenil.
Dado su sentido de colaboración humanitaria, integró la Fundación Narices Rojas, en donde realizó obras sociales.

## Obras
Publicó cuatro poemarios: Con plexo de culpa (2008), La mujer de Helio (2011),  Je suis malade (2012) y Libro inédita Bellrham (2013 Postmorte).

## Estilo
Se autodefinía con un estilo apegado al romanticismo, “desde su parte más sublime, hasta su parte oscura y melancólica, como también a su sensualidad”.
Su poesía está asociada a la temática médica, en donde encontró su estilo propio. 
“Ella mezclaba en su poesía términos fisiológicos, farmacológicos con el universo de la soledad, el sufrimiento y la muerte, pero con un brillo especial”.
Fue admiradora del estilo poético de Alejandra Pizarnik.